# Péter Zilahy
Péter Zilahy [ˈpeːtɛr ˈzilɒhi] (* 8. November 1970 in Budapest) ist ein ungarischer Autor und Fotograf.

## Leben
Zilahy hat sich als Prosaautor, Lyriker, Performer, Fotograf und Herausgeber einer internationalen literarischen Debütreihe einen Namen gemacht. Auf Deutsch erschien zuletzt 2004 sein Roman Die letzte Fenstergiraffe (Original: Az utolsó ablakzsiráf, 1998, Ab Ovo-Verlag) beim Eichborn Verlag, in der Übersetzung von Terézia Mora. In diesem Werk lässt Zilahy die Geschichte der osteuropäischen Diktaturen im 20. Jahrhundert aus dem Blickwinkel eines Kindes Revue passieren. Der Titel spielt auf das Kinderlexikon Ablak-Zsiráf an, das im Ungarn der 1970er Jahre sehr beliebt war. Der österreichische Theaterregisseur Martin Kušej verwendete für seine Inszenierung König Ottokars Glück und Ende (2005) einen bekannten und oft zitierten Teil aus diesem Buch, in dem die Geschichte der europäischen Revolutionen rückwärts zusammengefasst wird. 
2008 bis 2009 war Zilahy Stadtschreiber von Graz.

## Werke (Auswahl)
- Drei. Erzählungen, Tagebücher, Gedichte, Edition Solitude, Stuttgart 2003, ISBN 3929085836.
- Die letzte Fenstergiraffe. Ein Revolutions-Alphabet, Eichborn Verlag, Frankfurt/Berlin 2004, ISBN 3821807555.